# William C. Oates
William Calvin Oates (ur. 30 listopada 1835 nieopodal Troy, Alabama, zm. 9 września 1910 w Montgomery, Alabama) – amerykański wojskowy, prawnik i polityk, pułkownik armii Konfederacji podczas wojny secesyjnej, 29. gubernator Alabamy w latach 1884–1886, generał brygady US Army podczas wojny amerykańsko hiszpańskiej.

## Życiorys
Oates urodził się w hrabstwie Pike w Alabamie jako najstarszy syn ubogich farmerów, Williama i Sary Sellers Oates. Otrzymał podstawową edukację w domu, a następnie, po burzliwym okresie młodości, ukończył studia prawnicze i w latach 1859–1861 prowadził praktykę adwokacką w Abbeville, był także redaktorem lokalnego tygodnika popierającego Partię Demokratyczną. Późną wiosną 1861 dołączył do kompanii ochotników walczących w szeregach Konfederacji i otrzymał stopień kapitana. Kompania wkrótce stała się kompanią G 15 pułku z Alabamy. Brał udział w kampanii w dolinie Shenandoah. W styczniu 1863 został dowódcą swojego pułku. Podczas bitwy pod Gettysburgiem prowadził szturm na pozycje 20 pułku z Maine dowodzonego przez pułkownika Joshuę Chamberlaina na Little Round Top. Walczył również nad Chickamaugą, w bitwie w dziczy, pod Spotsylvanią i Cold Harbor. Następnie został przeniesiony na stanowisko dowódcy 48 pułku z Alabamy. 16 sierpnia 1864, podczas oblężenia Petersburga, został ciężko ranny w prawą rękę i konieczna okazała się amputacja, która wyłączyła Oetesa z dalszej służby.
W 1865 wrócił do kariery prawniczej. W latach 1870–1872 był członkiem stanowej izby reprezentantów. W 1872 nieskutecznie kandydował na gubernatora. W latach 1880–1894 był członkiem Izby Reprezentantów Stanów Zjednoczonych. W latach 1894–1896 pełnił urząd gubernatora stanu Alabama. W 1897 nieskutecznie kandydował na senatora. W 1898 służył jako generał brygady ochotników. Zmarł 9 września 1910 w Montgomery. Został pochowany na cmentarzu Oakwood.